# Aldous Harding
Aldous Harding, pseudonimo di Hannah Sian Topp (Lyttelton, 1990), è una cantautrice neozelandese.

## Biografia
Figlia della cantante folk Lorina Harding, Aldous Harding è stata scoperta in strada da Anika Moa. Il suo primo album eponimo in studio è stato pubblicato nel 2014, seguito da Party nel 2017: il primo si è piazzato in 35ª posizione a livello nazionale, mentre il secondo ha raggiunto la 6 posizione nella classifica neozelandese e la 149ª in quella francese. Party ha ricevuto una candidatura ai New Zealand Music Awards 2017 nella categoria Album dell'anno. Il terzo disco, intitolato Designer, è uscito nel 2019 ed è entrato in numerose classifiche nazionali, in particolare in 5ª posizione in Nuova Zelanda, in 33ª nel Regno Unito e in 53ª in Australia. La traccia The Barrel ha trionfato nella categoria Silver Scroll agli APRA Music Awards 2019.

## Discografia

### Album in studio
- 2014 – Aldous Harding
- 2017 – Party
- 2019 – Designer
- 2022 – Warm Chris

### Singoli
- 2014 – Hunter
- 2017 – Blend
- 2017 – Horizon
- 2017 – Imagining My Man
- 2017 – Elation
- 2019 – The Barrel
- 2019 – Fixture Picture
- 2020 – Old Peel
- 2021 – Revival
- 2022 – Lawn
- 2022 – Fever